# Fast Girls (filme)
Fast Girls (br: Fast Girls - Garotas Velozes, pt: Miúdas a Abrir) é um filme britânico de 2012 dirigido por Regan Hall e estrelado por Lenora Crichlow e Lily James.

## Sinopse
Shania Andrews e Lisa Temple são atletas olímpicas com origens e personalidades completamente opostas que competem entre si, gerando uma feroz rivalidade. Porém, para poderem participar do Campeonato Mundial de Atletismo, terão que deixar suas diferenças de lado e trabalhar em equipe.

## Elenco
- Lenora Crichlow: Shania Andrews
- Lily James: Lisa Temple
- Bradley James: Carl
- Noel Clarke: Tommy
- Rupert Graves: David Temple
- Lashana Lynch: Belle
- Phil Davis: Brian
- Lorraine Burroughs: Trix
- Dominique Tipper: Sarah
- Hannah Frankson: Rachel

## Prêmios e indicações
| Ano  | Prêmio                                        | Categoria         | Resultado |
| ---- | --------------------------------------------- | ----------------- | --------- |
| 2014 | Festival Internacional de Cinema de Pyongyang | Melhor Fotografia | Venceu    |